# Anna Kazejak
Anna Magdalena Kazejak-Dawid (ur. 15 stycznia 1979 w Bytomiu) – polska reżyserka i scenarzystka filmowa. Zasiada w zarządzie Gildii Reżyserów Polskich.

## Życiorys
Studiowała kulturoznawstwo, ukończyła studia na Wydziale Reżyserii Państwowej Wyższej Szkoły Filmowej, Telewizyjnej i Teatralnej im. Leona Schillera w Łodzi (2007).
Jest realizatorką jednej z nowel wchodzących w skład filmu Oda do radości.
Jest pomysłodawczynią i współscenarzystką serialu audio Fucking Bornholm (2020). W 2021 zakończyły się zdjęcia do filmu pod tym samym tytułem w jej reżyserii, film ma mieć premierę w 2022.

## Filmografia
- Fucking Bornholm (2022)
- Obietnica (2014)
- Bez tajemnic (2011); serial TV
- Skrzydlate świnie (2010)
- Bocznica (2009); film dokumentalny
- Plebania; serial TV
- Kilka prostych słów (2007); etiuda szkolna
- Oda do radości (2005); film nowelowy
- Wesołe miasteczko - prawie bajka (2004); spektakl telewizyjny, współpraca reżyserska
- Moje miejsce (2004); etiuda szkolna, asystent reżysera
- Jesteś tam (2004); etiuda szkolna
- Rota (2004); etiuda szkolna
- Agent (2003); etiuda szkolna
- Puls (2003); etiuda szkolna
- Złote pantofelki (2002); etiuda szkolna, asystent reżysera
- Kontroler (2002); etiuda szkolna, współpraca reżyserska
- Panna młoda (2001); etiuda szkolna, asystent reżysera